# MDS-матриця
MDS-матриція (Maximum Distance Separable) - це матриця, що складається з (m+n)-кортежів, таких що два різних (m+n)-кортежа не можуть збігатися у будь-яких m позиціях.   MDS-матриція є еквівалентною повному набору значень (x,f(x)), де f(x) - код, що виправляє помилки, який досягає межі Сінглтона.
Як такий код може використовуватись код Ріда-Соломона. 

## Використання у криптографії
Serge Vaudenay запропонував використовувати MDS-матриці у криптографічних примітивах для створення так званих мультиперестановок, не обов'язково лінійних функцій з довершеною дифузією. Зміна t входів змінює щонайменше m-t+1 виходів. Він показав як використовувати недовершеність дифузії для криптоаналізу функцій, які не є мультиперестановками.
MDS-матриці використовуються для забезпечення дифузії у блокових симетричних шифрах таких як Калина, AES, SHARK, Square, Twofish, Anubis, KHAZAD, Manta, Hierocrypt-3, та Camellia, потоковому шифрі MUGI та криптографічній геш-функції WHIRLPOOL.